# Récession de 1958
La récession de 1958, également connue sous le nom de récession Eisenhower, du nom du président américain, est une récession économique qui a eu lieu durant huit mois en 1958. Il a provoqué un fort ralentissement économique mondial. D'origine étasunienne, ses effets se sont propagés en Europe et au Canada, entraînant la fermeture de nombreuses entreprises. Il s'agit de la troisième récession de la période de croissance d'après-guerre (Trente Glorieuses), et la plus importante. 

## Histoire

### Une origine américaine

#### Facteurs déclencheurs
Afin de lutter contre l'inflation, le Président des États-Unis met en place une politique monétaire restrictive. Cela provoque une augmentation brutale des taux d'intérêt entre 1955 et 1956 ralentit mécaniquement la croissance du fait d'une réduction des prêts. Le marché de l'immobilier, notamment dans sa composante BTP, est particulièrement touché. Le nombre de maisons construites chute de 1,2 million en 1957 par rapport à 1955.
Cette politique provoque un choc de demande négatif aux États-Unis au niveau de l'industrie de l'automobile. Les ventes de voitures chutent de 31% en 1957, en faisant la pire année du secteur depuis la Seconde Guerre mondiale. Les ventes se sont contractés de moitié entre 1955 (8 millions de ventes) et 1958 (4,3 millions). L'analyse économique de la Réserve fédérale des États-Unis pointe du doigt la contribution de l’État à cette chute de la demande intérieure ; en effet, le département de la Défense avait réduit ses commandes auprès de ses fournisseurs en 1957. 
En plus de cela, la demande de biens se contracte également au niveau des entreprises. Dès 1956, les entreprises réduisent leurs commandes de remplacement d'équipement. Elles renouvellent moins leurs entrepôts et centres de construction. Ces chutes se répercutent dans l'économie et créent un écart entre l'offre de facteurs de production industrielle et la demande de ces facteurs.

#### Conséquences
Selon une étude de 2002 du Congrès des États-Unis, le PIB a chuté de 3,7% durant la récession. Le chômage est estimé à 5,1 millions d'individus, soit une augmentation de deux millions dans les six mois qui ont précédé la crise, dépassant le chiffre de 4,7 millions de chômeurs atteint en 1949.
Le Sénat des États-Unis commande en 1960 à l'université du Michigan une analyse des causes et des effets de cette récession. Le rapport final montre que si la production industrielle a bel et bien chuté durant la récession, le revenu disponible est resté stable. Le chômage a cependant bien plus augmenté que lors des récessions précédentes : au pic de la crise en avril 1958, le taux de chômage (évalué selon les critères du Census Bureau) était de 7,5%, contre 4% en avril 1957 et 4,1% en avril 1956. Une famille sur six (17%) des familles étasuniennes connaît d'une manière ou d'une autre le chômage cette année-là.
Le rapport économique de la Réserve fédérale montre une chute des ressources fiscales de l’État due à une baisse de l'activité en 1958, ainsi qu'une augmentation mécanique des dépenses publiques du fait de la couverture du chômage. Il peut continuer à emprunter à bas prix du fait d'une chute des taux d'intérêt sur les bons du Trésor à 3-5 ans.

### Une propagation dans le monde développé

#### En France
La récession s'étend à la France, et ce par deux canaux : le canal de transmission internationale depuis les Etats-Unis, et un canal de transmission intérieur.  
Tout d'abord, les pays européens ressentent les répercussions de la récession étasunienne avec un décalage de plusieurs mois. La France plonge en récession au milieu de l'année, alors qu'elle connaît en février 1958 son niveau le plus haut de croissance industrielle enregistrée à l'époque moderne,.
Ensuite, comme le remarquent Fernand Braudel et Ernest Labrousse, la France est frappée par une récession d'origine intérieure, due à la « réduction des revenus réels provoqués par la hausse des prix de décembre 1957 - janvier 1958 ».
La croissance marque son ralentissement à l'automne. Les secteurs les plus touchés sont les industries liées à la consommation, comme le textile, la parachimie, l'appareillage ménager, l'édition, et les commerces agricoles. Le bâtiment et les travaux publics souffrent de la diminution des investissements publics. Sa consommation de coton chute de 18% cette année-là. Cette récession est créditée d'avoir accéléré fortement la chute de l'industrie charbonnière en France.
Le rapport de 1987 du Fonds monétaire international par Margaret Garritsen de Vries montre que les politiques publiques mises en place en France ont permis au pays de sortir plus rapidement de la crise et de maximiser les gains de la reprise économique. Au moment le plus difficile de la crise, la France dévalue sa monnaie et réduit beaucoup des restrictions douanières qui l'empêchaient de commercer librement.
L'université du Nord-Est remarque que contrairement aux autres pays européens, la France affronte la crise au moment le moins mauvais pour son économie, qui se trouve être en pleine accélération et expansion à cette époque-là. Par conséquent, la chute du PIB est moins forte chez elle au total que chez plusieurs de ses voisins. En considérant le PIB de l'année 1957 comme une base 100, l'année 1956 est de 94,2%, et 1958 de 102,1%. Le rebond de l'activité, combinée aux politiques publiques françaises, permet à la France de connaître une récession de 2,4% en 1959, puis une croissance de 7,1% en 1960.

#### Au Royaume-Uni
L'investissement, les exportations et l'emploi commencent à chuter dès novembre 1957. La perte de PIB sur la période est de 2,4%. En considérant le PIB de l'année 1957 comme une base 100, l'année 1957 est de 98,8%, et 1958 de 99,6%. 
Le gouvernement répond à la crise en supprimant des restrictions sur les emprunts, et met en place un programme d'investissement public dans les infrastructures. En avril 1959, les impôts sur le revenu et la TVA sont baissées. L'économie reprend fortement en 1959, avec une augmentation forte dans les dépenses de consommation et dans la production industrielle. En novembre 1959, la production britannique connaît son plus haut niveau depuis la fin de la Seconde guerre mondiale. L'Écosse sort de la récession plus lentement.

### Reprise de la croissance
Lorsque la reprise s'est amorcée en mai 1958, la plupart du terrain perdu avait été regagné. À la fin de 1958, l'économie se dirigeait vers de nouveaux niveaux élevés d'emploi et de production. Dans l'ensemble, la récession a été considérée comme modérée, compte tenu de la durée et de l'ampleur des baisses de l'emploi, de la production et des revenus. 
La demande intérieure se décontracte dès la fin de l'année 1958, notamment au Royaume-Uni. 